# Хефти, Беат
Беат Хефти (нем. Beat Hefti; род. 3 февраля 1978 года, Херизау, Аппенцелль-Аусерроден) — швейцарский бобслеист, выступавший за сборную Швейцарии с начала 1990-х годов. Олимпийский чемпион 2014 года в двойках (в качестве пилота), чемпион мира 2007 года в четвёрках (в качестве разгоняющего в экипаже Иво Рюэгга), многократный чемпион Европы.
Принимал участие в четырёх зимних Олимпийских играх и в общей сложности выиграл четыре медали: одно золото (2014: двойки) и три бронзовые медали (Солт-Лейк-Сити 2002: двойки; Турин 2006: двойки, четвёрки). На протяжении бо́льшей части карьеры выступал в качестве разгоняющего в паре с Мартином Анненом. В конце карьеры Хефти сам пилотировал боб.
Беат Хефти завоевал шесть медалей на чемпионатах мира: одна золотая награда (четвёрки: 2007), две серебряные (четвёрки: 1999, двойки: 2013) и три бронзовые (двойки: 2001, 2005, 2016). В сезоне 2008/09 выиграл Кубок мира (двойки).

## Выступления на Олимпийских играх
| Олимпийские игры    | Возраст | Команда   | Пилот        | Двойки | Четвёрки |
| ------------------- | ------- | --------- | ------------ | ------ | -------- |
| 2002 Солт-Лейк-Сити | 24      | Швейцария | Мартин Аннен | 3      | 4        |
| 2006 Турин          | 28      | Швейцария | Мартин Аннен | 3      | 3        |
| 2010 Ванкувер       | 32      | Швейцария | Иво Рюэгг    | —      | 6        |
| 2014 Сочи           | 36      | Швейцария | сам          | 1      | 6        |